# Клюкин, Игорь Иванович
Клюкин Игорь Иванович (1916—1997) — родоначальник отечественной гидроакустики, доктор технических наук, профессор. Заведующий лабораторией гидроакустики в ЦНИИ им. А. Н. Крылова и одноименной кафедрой в Ленинградском ордена Ленина Кораблестроительном Институте. Автор более чем 150 научных трудов, 15 книг и учебников. Автор научно-популярной изданий в области гидроакустики «Нептун оглушен», «Подводный звук», «Звук и море», «Удивительный мир звука».

## Биография и научно-практическая деятельность
Родился 6(19) июля 1916 г в Петрограде на Васильевском острове, в семье учителя. В 1930 г. после окончания семилетней 217 школы (бывшая гимназия К. Мая) поступил в ФЗУ при Остехбюро Наркомата ВМФ, затем работал механиком на заводе «Красный изобретатель» и одновременно учился на рабфаке Ленинградского института механизации социалистического земледелия.
В 1935-41 гг. учился в ЛЭТИ им. В. И. Ульянова (Ленина) по специальности «Акустика». По окончании, получив диплом с отличием, был распределен в ЦНИИ им.А. Н. Крылова.
Началась война. В июле 1941 г. И. И. Клюкин участвовал в оборонных работах под Ленинградом, в августе вместе с ЦНИИ эвакуировался в Казань. В 1941 — 42 гг. вёл работу по снижению подводного шума кораблей Черноморского флота (Баку, Поти, Махачкала). В это же время в Казани занимался теоретическими вопросами виброизоляции механизмов, вёл экспериментальные исследования виброизолирующих свойств упругих прокладок и амортизаторов на специально созданной натурной установке.
В 1943 г. за работу в блокадном Ленинграде по обесшумливанию подводных лодок Балтфлота получил благодарность «За выполнение оперативного задания в прифронтовой зоне». В 1945 г. как военно-технический эксперт (в звании майора) был направлен в Германию (Берлин, Штеттин), где изучал стоящие на стапелях немецкие ПЛ с резонансным звукопоглощающим покрытием «Альберих». Как он писал впоследствии в одной из статей, «хорошо, что они не успели вступить в строй».
По возвращении в Ленинград И. И. Клюкин выступил с идеей создания в ЦНИИ первой в стране лаборатории корабельной акустики, начальником которой и был назначен. К этому времени относятся и первые педагогические опыты — в 1946 — 48 гг. И. И. Клюкин читал курс судовой акустики в ЛЭТИ, на кафедре проф. С. Я. Соколова. Результатом успешной теоретической и практической деятельности явилась защита в 1948 г. кандидатской диссертации на тему виброизоляции приборов и механизмов.
В 1947 г. был разработан принцип эффективного вибродемпфирования, на основании которого предложено первое вибродемпфирующее покрытие для гашения вибрации судовых корпусных конструкций (авт.свидетельства № 7768 от 10 января 1948 г и № 119084 от 12 февраля 1959 г с приоритетом от 2 августа 1947 г). Эта дата подтверждает приоритет отечественной науки и техники в вопросах вибропоглощения.
В это же время был создан и первый эффективный виброизолятор на широкий диапазон нагрузок — резинометаллический амортизатор АКСС. Эти виброизоляторы до сих пор активно используются в самых различных отраслях промышленности, в СССР их выпуск измерялся миллионами.
Всего И. И. Клюкиным было получено 19 авторских свидетельств.
С 1947 по 1976 г. И. И. Клюкин работал в ЦНИИ им. А. Н. Крылова над различными вопросами вибро- и звукоизоляции, вибро- и звукопоглощения, корабельной гидроакустики. В 1961-63 гг. он являлся консультантом во вновь организованной лаборатории акустики ЦНИИ технологии судостроения (ЦНИИ ТС), осуществлял научное руководство при проектировании и вводе в строй звукомерных камер и других измерительных установок.
За работы по улучшению тактико-технических данных кораблей И. И. Клюкин был награждён Орденом Трудового Красного Знамени, медалями «За трудовую доблесть», «За доблестный труд», медалями «В память 250-летия Ленинграда», «Тридцать лет победы в Великой Отечественной войне», знаком «Житель блокадного Ленинграда».
В 1964 г. И. И. Клюкин защитил докторскую диссертацию по вопросам изоляции звука в воде, позднее получил звание профессора. В это же время он организовал в ЛКИ специализацию «Судовая акустика», которая впоследствии была преобразована им в кафедру с тем же названием. Кафедру он возглавлял до 1985 г., после чего перешел на должность профессора. 
В 1959 г. И. И. Клюкин, как авторитетный специалист, принял участие в III Международном конгрессе по акустике (Штутгарт, ФРГ), а затем посетил ряд предприятий и университетов ФРГ (Мюнхен, Эрланген, Геттинген, Западный Берлин), в 1972 г. участвовал в 7 Международном конгрессе по акустике в Будапеште. В 1961 г. он был командирован на научный семинар в Данию с посещением ведущих мировых фирм «Брюль и Къер», «Диза», «Радиометр», «Лирек» и др. 
Им было опубликовано свыше 150 научных трудов, издано 15 книг и учебников, в том числе первая в мире монография по судовой акустике «Борьба  с шумом и звуковой вибрацией на судах» (1961), монография «Акустические измерения в судостроении» (1966), которая выдержала три издания. Он являлся инициатором, одним из редакторов и активным участником фундаментального «Справочника по судовой акустике», вышедшего в 1978 г., что было отмечено в ведущих акустических журналах мира.
Большое внимание И. И. Клюкин уделял научно-популярной литературе. Его книги «Нептун оглушен», «Подводный звук», «Звук и море», «Удивительный мир звука» написаны прекрасным русским языком, с привлечением большого количества дополнительных ссылок и материалов. Эти книги получили общественное признание, отмечены дипломами на всесоюзных конкурсах, премиями НТО Минсудпрома. 
И. И. Клюкин поддерживал тесные дружеские связи со знаменитыми советскими подводниками — А. И. Маринеско, И. В. Травкиным, Я. К. Иосселиани. Материалы из непосредственных бесед с ними он использовал в своих книгах.
Большое внимание И. И. Клюкин уделял научно-общественной работе: он был членом бюро секции "Акустика в судостроении " НТО Судостроения им.акад. А. Н. Крылова, возглавлял Ленинградский акустический семинар Совета по акустике АН СССР, участвовал в создании Всесоюзной ассоциации акустиков.
И. И. Клюкин очень любил и хорошо чувствовал поэзию, особенно стихи Александра Блока. Собирал коллекцию картин молодых художников Ленинграда, этюды и небольшие работы русских художников конца XIX — начала XX века. 
И. И. Клюкин ушел из жизни 17 февраля 1997 г. после тяжелой и продолжительной болезни. Похоронен на Смоленском православном кладбище Санкт-Петербурга